# Комарци
Комарци (Culicidae) су породица инсеката двокрилаца, распрострањених у свим крајевима наше планете. Ова породица обухвата око 3.500 врста, сврстаних у три подпородице. Нарочито им погодују топла подручја где се густина њихових популација знатно увећава. Разликују се од других инсеката по томе што су им тело и крила покривени љуспицама које служе као таксономска одлика за одређивање врста.
Женке већине врста су ектопаразити, чији цевасти усни органи (звани пробосцис) пробадају кожу домаћина да би конзумирале крв. Енглеска реч mosquito (формирана од mosca и деминутива -ito) потиче од шпанског назива за „малу муву”. Хиљаде врста се хране крвљу разних врста домаћина, углавном кичмењака, укључујући сисаре, птице, рептиле, водоземце, и чак неке врсте рибе. Неки комарци исто тако нападају бескичмењаке, углавном друге зглавкаре. Мада је губитак крви ретко од било каквог значаја за жртву, пљувачка комараца често узрокује иритантни осип који је озбиљна непријатност. Међутим, много озбиљније су улоге многих врста комараца као вектора болести. У пролазу од домаћина до домаћина, неки преносе изузетно штетне инфекције као што су маларија, жута грозница, чикунгунја, вирус Западног Нила, денга грозница, филаријаза, Зика вирус и друге арбовирусе, што их чини најсмртоноснијом животињском породицом на свету.

## Таксономија и еволуција
Најстарији познати комарац са анатомијом сличном модерним врстама је нађен у 79 милиона година старом канадском ћилибару из периода креде. Једна старија сестринска врста са примитивнијим својствима је нађена у бурманском ћилибару који је око 90 до 100 милиона година стар. Два фосила комараца од пре 46 милиона година су пронађена, који имају веома мало морфолошких разлика у односу на модерне комарце. Ти фосили су исто тако најстарији икад пронађени да имају крв сачувану унутар њихових абдомена. Упркос тога што фосили старији од креде нису пронађени, недавне студије сугеришу да је до најраније дивергенције комараца између лоза из којих су формирани Anophelinae и Culicinae дошло пре 226 милиона година. Сматра се да су се Anopheles врсте старог и новог света накнадно раздвојиле пре око 95 милиона година.
Комарци врсте Anopheles gambiae тренутно подлежу специјацији у М(опти) анд С(авана) молекуларним формама. Консеквентно, неки пестициди који су делотворни на М форми нису више примењиви на С форми. Преко 3,500 врста Culicidae је до сада описано. Они се генерално деле у две потфамилије које имају 43 рода. Ове цифре су подложне сталним променама, како све више врста бива откривено, и пошто ДНК студије подстичу преуређивање таксономије у породице. Две главне подпородице су Anophelinae и Culicinae, чији родови су наведени у доњој подсекцији. Разлика је од великог практичног значаја, јер се две подфамилије често разликују по значају као вектори различитих класа болести. Грубо говорећи, арбовирусне болести као што су жута грозница и денга грозница углавном преносе врсте подпородице Culicine, не нужно у роду Culex. Неки преносе разне врсте птичије маларије, али није јасно да ли икада преносе било који облик људске маларије. Неке врсте комараца међутим преносе разне форме филаријазе, као што чине и многе врсте подпородице .
Анофелински комарци, који опет не морају неопходно да буду из рода Anopheles, понекад носе патогене арбовирусе, али још увек није јасно да ли их икада преносе као ефикасни вектори. Међутим, сви најзначајнији вектори људске маларије су из подпородице .

### Врсте
Комарци су чланови фамилије нематоцеридних двокрилаца: Culicidae (од латинске речи culex, генитив culicis, са значењем „мушица” или „обични комарац”). Ови комарци донекле наликују на кранске муве (фамилију Tipulidae) и биљне комарце (фамилија Chironomidae). Специфично, женке многих врста комараца су штеточине које се хране крвљу и опасни су вектори болести, док чланови врста које слично изгледају, Chironomidae и Tipulidae, то нису. Многе врсте комараца се не хране крљу, и неке од оних који то чине али креирају „висок до ниског притиска” крви коју узимају, не преносе болести. Такође, код крвопијућих врста само женке сишу крв. Штавише, чак и код комараца који преносе важне болести, не преносе их све врсте комараца, нити сви сојеви одређене врсте носе исте врсте болести, нити се преносе болести под истим околностима; њихове навике се разликују. На пример, неке врсте нападају људе у кућама, док друге преферирају да нападају људе у шумама. Сходно томе, при управљању јавним здрављем важно је да се зна са којим врстама или чак са којим лозама комараца се људска популација суочава.
Преко 3.500 врста комараца је већ описано у разним деловима света. Неки комарци који рутински убадају људе делују као вектори за бројне инфективне болести утичући на милионе људи годишње. Други рутински не нападају људе, али су вектори за животињске болести, и могу да постану катастрофални агенси при зоонози нових болести кад се њихова станишта поремете, на пример услед нагле дефорестације.

## Врсте значајне за хуману и ветеринарску медицину
Поједине врсте комараца нападају човека и животиње, када се хране сисајући њихову крв. Женке помоћу усног апарата, који је прилагођен за бодење пробијају кожу и истовремено излучују секрет пљувачних жлезда који спречава згрушавање крви домаћина. После оплођења, које се најчешће врши у лету, женке полажу јаја у воду или влажну земљу где се вода сакупља. Пре полагања јаја женке обично узимају крв једанпут или више пута. Мужјаци живе поред воде и нису паразити човека и животиња већ се хране биљним соковима, нектаром и другим течностима. Комарци су веома вешти у инфилтрацији и познато је да налазе пут до станова и кроз искључене клима-уређаје.
Врсте значајне за хуману и ветеринарску медицину чланови су две потфамилије:
1. , у коју су сврстана три рода са најважнијим представником маларичним комарцем[27];
2. са 31 родом од којих су најпознатији у нашем подручју родови:
  - комарац жуте грознице (Aedes) и
  - обичан комарац (Culex)

### Маларични комарац
За маларичног комарца Anopheles maculipennis се раније сматрало да је јединствена врста, а од 1925. године прво Фалерони (Falleroni) открива да постоје две, а касније се долази до сазнања да постоји и већи број сестринских врста. Треба одмах нагласити да су мишљења научника различита и да већина не прихвата мишљење о сестринским врстама већ сматра да се ради о политипској врсти која има 6 палеарктичких подврста. Најуочљивије морфолошке разлике уочене су између јаја.
Женке полажу по 150-300 јаја појединачно на води и то по неколико пута током живота. Ларве се развијају у стајаћим водама богатим биљкама и имају респираторне цевчице које вире из воде, а на задњем делу тела и трахејне шкрге. У току године се образује већи број генерација, а неповољни услови се презимљују у стадијуму оплођене женке. У стању мировања тело маларичног комарца постављено је косо према подлози.
Ова врста комарца преноси узрочнике следећих болести:
- три основна типа маларије које изазива протозоа плазмодијум (Plasmodium);
- слоновске болести, елефантијазиса, чији је узрочник ваљкасти црв Filaria bancrofti;
- туларемије коју проузрокује бактерија и од које у природи обољевају првенствено пољски глодари па је позната и под називом зечја куга;
- грознице и главобоље изазване вирусом.

### Комарац жуте грознице
Род едес (Aedes) је са више врста:
- , која је најчешћа у нашим крајевима, чије се ларве развијају у плавним подручјима, барицама; ова врста најчешће напада човека; миграторна је и космополитска; преносилац је низа вируса од којих је у Срему изолован Tahyna вирус који изазива грип код човека и енцефалитис код животиња;
- који преноси узрочника жуте грознице.

### Обичан комарац
Обичан комарац се од маларичног разликује по положају тела у односу на подлогу: он има паралелан положај према подлози, док је маларични постављен косо, са подигнутим задњим делом тела.
Ларве се развијају у стајаћим водама, барама, базенима, сливницима, каналима итд. Ова врста је распрострањена широм наше земље и може досећи и висине од 2.500 m. Јединке које живе на југу су много агресивније него оне на северу.
Врсту Culex pipiens чине подврсте:
- C. pipiens fatigans
- C. p. quienquefasciatus (на слици)
- C. p. molestus.

Обичан комарац (Culex pipiens) је вектор многих вирусних и бактеријских обољења:
- јапанског енцефалитиса;
- лимфатичног менингитиса;
- грознице Западног Нила;
- Сан-Луи грознице;
- туларемије;
- бруцелозе.

## Контрола
Многе мере су испробане за контролу комараца, укључујући елиминацију места узгоја, искључивање путем прозорских засуна и мрежа за комарце, биолошку контролу са паразитима као што су гљивице и нематоди, или предаторима као што су рибе, веслоношци, нимфе и одрасли вилини коњици, и неке врсте гуштера и гека. Други приступ је увођење великог броја стерилних мужјака. Истражене су генетичке методе укључујући некомпатибилност цитоплазме, хромозомске транслокације, сексуално дисторзију и замену гена. Оне су јефтиније и не подлежу векторском отпору.